# Unión Deportiva España
La Unión Deportiva España o España de Tánger fou un antic club de futbol espanyol de la ciutat de Tànger al Marroc, quan aquesta ciutat formava part del Protectorat espanyol del Marroc.

## Història
El club va néixer l'any 1946 i durant la dècada de 1950 va jugar diversos cops a la Segona Divisió espanyola de futbol. El club va néixer al casino del Centro Español de Tànger. Paral·lelament, els marroquins van crear el CD Moghreb Al-Aksa, que vestia samarreta verda i pantalons blancs. Ambdós clubs, España y Moghreb compartiren el terreny de joc. Altres clubs de la ciutat que van reaparèixer aquells anys foren el Club Tihad Riadi i la Unión Tangerina CF. La temporada 1951-52 desaparegué el CD Moghreb Al-Aksa i l'estiu de 1952 la UD España recollí alguns del desaparegut club, així com importants fitxatges, que portaren el club a ascendir a Segona Divisió en finalitzar la temporada 1952-53. Les següents temporades a Segona el club fou vuitè (1953-54), quart (1954-55) i cinquè (1955-56). Amb la independència del Marroc, l'any 1956, el club va desaparèixer, fusionant-se amb l'Algeciras Club de Fútbol, creant l'España de Algeciras Club de Fútbol.

## Temporades
| Temporada | Nivell | Divisió    | Posició | Copa del Rei |
| --------- | ------ | ---------- | ------- | ------------ |
| 1947/48   | 4      | 1a Reg.    | 1r      |              |
| 1948/49   | 3      | 3a Divisió | 9è      |              |
| 1949/50   | 3      | 3a Divisió | 15è     |              |
| 1950/51   | 3      | 3a Divisió | 14è     |              |
| 1951/52   | 3      | 3a Divisió | 7è      |              |
| 1952/53   | 3      | 3a Divisió | 2n      |              |
| 1953/54   | 2      | 2a Divisió | 8è      |              |
| 1954/55   | 2      | 2a Divisió | 4t      |              |
| 1955/56   | 2      | 2a Divisió | 5è      |              |